# Homotechnes
Homotechnes là một chi bọ cánh cứng trong họ 
Elateridae.
Chi này được miêu tả khoa học năm 1882 bởi Candèze.

## Các loài
Các loài trong chi này gồm:
- Homotechnes corymbitoides Candèze, 1882
- Homotechnes motschulskyi (Fleutiaux, 1902)
- Homotechnes nodai (Ôhira, 1996)
- Homotechnes ogatai (Kishii, 1983)
- Homotechnes yahikoanus (Kishii, 1986)